# Nephodia secturata
Nephodia secturata là một loài bướm đêm trong họ Geometridae.